# Lethenteron
Lethenteron là một chi cá mút đá trong họ cá mút đá phương Bắc Petromyzontidae thuộc bộ cá mút đá Petromyzontiformes

## Các loài
Hiện hành có cả thảy 07 loài được ghi nhận trong chi này:
- Lethenteron alaskense Vladykov & Kott, 1978
- Lethenteron appendix (DeKay, 1842) (American brook lamprey)
- Lethenteron camtschaticum (Tilesius, 1811)[3]
- Lethenteron kessleri (Anikin, 1905) Cá mút đá suối
- Lethenteron ninae Naseka, Tuniyev & Renaud, 2009
- Lethenteron reissneri (Dybowski, 1869)[3]
- Lethenteron zanandreai (Vladykov, 1955)